# サリー・ホーナー
フローレンス・"サリー"・ホーナー（Florence "Sally" Horner、1937年4月18日 - 1952年8月18日）は、アメリカ合衆国の少女。11歳のとき小児性犯罪者（英: child molester）のフランク・ラサール（英: Frank La Salle）に誘拐され、21か月後に解放された。
後に、ウラジーミル・ナボコフが小説『ロリータ』を書く際に彼女の事件の内容を参考にしたことが明らかになったが、ナボコフが生前このことを認めることはなかった。

## 背景
1937年4月18日、ニュージャージー州カムデンに生まれる。父はラッセル・ホーナー（Russell Horner、1901年 - 1943年）。母はエラ・ホーナー（Ella Horner。旧姓Goff。1906年 - 1998年）。出生名Florence Horner。本人5歳のとき父は自殺。母は異母妹のスーザン・パナロ（Susan Panaro。旧姓Swain。1926年 - 2012年）の援助を受けながらシングルマザーとしてフローレンスを育てる。誘拐当時Northeast Elementary Schoolの5年生で、優等生（英: honors student）として知られていた。

### フランク・ラサール
フランク・ラサール（英語: Frank La Salle, 1896年5月27日 - 1966年3月22日）は、アメリカ合衆国の機械工（英: mechanic）。51歳のときサリー・ホーナーを誘拐したことで知られる性犯罪者である。Frank Warner, Frank Patterson, Frank Johnson, Frank LaPlante, Frank Robinson, Frank O'Keefe, Frank Fogg, Harry Patterson and Jack O'Keefeなどの変名あり。
ホーナー誘拐以前にも幅広い分野にわたって犯罪歴を持つ。記録に残る最初は1938年6月、ミズーリ州セントルイスで誘拐および性的人身売買（英: sex trafficking）の容疑者になったことであるが、他にも未成年誘惑、強制わいせつ、重婚、小切手詐欺、暴行・傷害、ひき逃げ、強姦、2番目の妻と娘に対する「遺棄と扶養義務不履行」などが含まれる。
ラサールは自身の生い立ちについて何通りかの異なった主張をしている。ソーシャルセキュリティの申込書類や刑務所の書類では最も一般的なプロフィールは、両親の名前は Frank と Nora、出身はシカゴまたはインディアナポリス、生まれた年は1890年から1901年の間、日付は5月27日である。また、カンザス州レブンワースで1924年から1928年にかけて偽名で服役したとも主張する（密造酒製造の罪で）。
1937年7月31日、41歳のラサールは「36歳のFrank Fogg」と偽って当時17歳のDorothy May Dareとメリーランド州セシル郡エルクトンで結婚した。ドロシーの父David Dareは、ラサールが正体を隠して娘と結婚したと知ると彼を逮捕させるべく警察に訴えたが、ラサールが結婚証明書を提出したことにより却下された。
1944年、前の年に5人の未成年女性に対して性的暴行を働いた罪で有罪判決を受けた。この有罪判決を受け、ドロシーは1944年、離婚を申請。ラサールは懲役5年を言い渡されNew Jersey State Prisonに服役、1948年1月15日出所。

## 誘拐
1948年3月、10歳のホーナーは学友たちの持ち掛けた挑戦に応じるため地元のウールワース（英: Woolworth）から5セントのノートを盗もうとしているところをラサールに捕らえられた。ラサールは自分がFBI捜査官であることを告げ、定期的に報告しなければ彼女を少年院（英: reform school）に送ると脅した。
1948年6月14日、ラサールはホーナーを誘拐する。ホーナーの母には「自分はホーナーの学校の友人2人の父親・Frank Warnerであり、ジャージー・ショア（英: Jersey Shore）を見るためにアトランティックシティに1週間の旅行に招待された」と話すよう命じた。経済的に苦しかった母は、娘が見ず知らずの人物と旅行に行くことに同意、6月14日、サリーがアトランティックシティ行きのバスにのるのを見送った。
初めのうち、ラサールはホーナーに手紙を書かせた。それには「休暇」は当初予定されていたより長くなるであろうと書かれていた。7月31日、母エラのもとに最後の手紙が届く。この時点で母は警察に連絡、8月4日にアトランティックシティの住所を捜索したが、そこには二つのスーツケースとホーナーがブランコに乗る写真が残されているのみであった。ホーナーによると、最初はMs. Robinsonという人物が同行したが、アトランティックシティに着くといなくなった。ラサールは彼女を25歳の秘書で、週給90ドルで雇っていると紹介した 。
ラサールは21か月にわたって、偽名を使いつつ米国のいくつかの州をホーナーを連れて移動した。この際、自身をホーナーの父であると主張していた。後に明らかになったところによると、ラサールはこの間ホーナーを反復的にレイプしていた。二人はまずメリーランド州ボルティモアに滞在する（1948年8月から1949年4月まで）。そこではホーナーはMadeleine La Planteの偽名でカトリックのグラマースクールに通った。ラサールは、ホーナーが逃走を思いとどまるように銃を肌身離さず持っていた 。
1949年3月、ラサールはホーナーに「FBIがダラスでの新しい任務を割り当てたのでそこに行く必要がある」と語り、同年4月二人はテキサス州ダラスのトレーラー・パーク（英: trailer park）に移る。この時期、ラサールは自動車整備士として働いた。ホーナーはFlorence Planette名義で学校に通うが、友人に秘密を打ち明ける。 そのうちに隣人ルース・ジャニッシュ（英: Ruth Janisch）がラサールの態度と娘であるはずのホーナーに対する独占欲に不信感を抱くが、ホーナーはルースに心を開き始める。ただしルースは事の真相を完全には認めようとしなかった。ラサールはホーナーが学校に行っている間、ジャニッシュの5歳の娘にも日常的に性的虐待を加えていた（ジャニッシュは知らなかったが）。1950年3月初旬、ジャニッシュは農場労働者である夫とともに仕事を求めてカリフォルニア州サンノゼに引っ越した。ジャニッシュはラサールにも同じように引っ越すよう頼み、引っ越し先のトレーラー・パークにスペースを用意してホーナーといつでも連絡が取れるようにした。数週間後、ジャニッシュはホーナーに真実を話すよう説得し、家族に電話することを許可した。ホーナーは最初母親に電話をするが、つながらなかった。エラ・ホーナーは1か月前に仕立屋の仕事を失い、電話代を払えなかったのだ。その後ホーナーはスーザン・パナロにコレクトコールをかけ、自身の居場所を伝え、FBIを派遣するよう依頼した。
1950年3月22日、ラサールはサンタクララ郡保安官事務所（英: Santa Clara County Sheriff's Office）に逮捕される。それでも彼はホーナーの父親であると主張し続けた。ホーナーの本当の父親が7年前に亡くなっていたことはニュージャージー州当局によって確認された。4月1日、フィラデルフィア国際空港で母親と再会。ラサールはニュージャージー州に移送され、そこで裁判にかけられた。4月3日、マン法違反の罪状で30年以上35年以下の不定期刑を言い渡され、トレントン州立刑務所（現・New Jersey State Prison）に服役した。

## その後
1952年6月、一部同級生からは「売春婦」と呼ばれたが、優秀な成績で学校を卒業。サラ・ワインマンによると、サリーは救出された後も好奇と侮蔑の視線にさらされて、二度と「ふつうの女の子」に戻ることを許されなかった、無垢な少女として生きる権利を50代の男に奪われた被害者であるという。一方「サリー・ホーナーのことを知っていたからといって、『ロリータ』の壮麗さやナボコフの斬新な創作力が損なわれるわけではない」とも述べている。
1952年8月16日頃、ニュージャージー州ケープメイ郡ウッドバイン・ボロで交通事故により死去。死因は頚椎骨折（英: cervical fracture）。当時交際を始めたばかりだった5歳年上のボーイフレンドとドライブの最中の出来事である。ラサールは葬式用の花束を獄中から贈ったが、遺族の意向によりそれが飾られることはなかった。
ラサールは1966年3月22日、動脈硬化症により69歳で死去。
犯罪ノンフィクション作家サラ・ワインマンのThe Real Lolitaによると、ウラジミール・ナボコフの小説『ロリータ』にサリーの事件が影響を与えた。実際、『ロリータ』とサリーの事件には次のような共通点がある:
- ロリータとサリーの年齢はほぼ同じ
- 母親は未亡人のシングルマザー
- 車で逃亡の旅
- 旅先では父と娘を装う
- （自分の言うことをきかないと）少年院に行くことになると脅迫

また、『ロリータ』の作中に「ひょっとしてあなたは、フランク・ラサールという五〇歳の機械工がサリー・ホーナーという一一歳の女の子に対して一九四八年にやったことを、ドリーに対してやったんじゃないでしょうね？」という文章が出てくることを根拠に、ナボコフが事件をよく知っていたのは明らかだと渡辺由佳里は述べる。